# 毛文英
毛文英（？—1526年9月24日（嘉靖五年八月十八日）），和名澤岻親方盛里，童名樽金（又作達魯加禰、達魯加尼），號天朔，琉球國第二尚氏王朝政治家、三司官。毛氏上里殿內一世。在《思草紙》中，他以澤岻太郎之名登場。
毛文英是豐見城親方盛親的第三子，也是護佐丸之孫。正德年間擔任三司官。嘉靖元年（1522年），他以王舅的身份出使明朝，慶賀嘉靖帝登基。在北京時，偶遇鳳凰轎，見其製異常，便花費銀兩將其購買帶回琉球。此外，他還購買了吐水石龍頭一個，現在這個吐水石龍頭位於首里城瑞泉門旁的龍樋。此二件物品花費了許多銀兩，到達那霸以後被問罪，安置在垣花地，不許回家。尚真王素知毛文英為人，將其獨自召見詢問，他以實情奏明。尚真王大喜，赦免其罪，官復原職。後來，賜墓地于敷名山，並賜其墳所管屬田畠，墳內樹立石額，以記其事。
嘉靖五年八月十八日（1526年9月24日）卒，其長子毛見信（安谷屋親雲上盛壽）繼承家督之位。後毛見信在前往明朝進貢途中遭遇風暴失蹤，無嗣。吳氏高安親方宗明的嫡子毛見彩（大里親方盛實）入繼為家督。

## 家族
- 父：豐見城親方盛親
- 母：不詳
- 室：名不詳（號柔順。子女不詳）

- - 長男：毛見信（安谷屋親雲上盛壽。生母不詳）
  - 嗣子：毛見彩（大里親方盛實。生父為吳氏高安親方宗明，後因毛文英無嗣，入繼家統。）
  - 長女：眞鶴（號心岳）
  - 中城王子尚禎妃
  - 次女：君豊見按司加那志（號圓室。後因「圓」之字被禁止，改稱温室）